# Hölzbach zw. Rappweiler u. Niederlosheim
Hölzbach zw. Rappweiler u. Niederlosheim este o arie protejată (arie specială de conservare — SAC, sit de importanță comunitară — SCI) din Germania întinsă pe o suprafață de 73 ha, integral pe uscat.

## Localizare
Centrul sitului Hölzbach zw. Rappweiler u. Niederlosheim este situat la coordonatele 49°31′20″N 6°47′31″E / 49.5222°N 6.7919°E.

## Înființare
Situl Hölzbach zw. Rappweiler u. Niederlosheim a fost declarat sit de importanță comunitară în octombrie 2000 pentru a proteja 11 specii de animale. Situl a fost protejat și ca arie specială de conservare în octombrie 2015.

## Biodiversitate
Situată în ecoregiunea continentală, aria protejată conține 4 habitate naturale: Cursuri de apă de la nivel de câmpie la nivel montan, cu vegetație Ranunculion fluitantis și Callitricho-Batrachion, Formațiuni ierboase bogate în specii de Nardus, dezvoltate pe substraturi silicioase în zone montane (și în zone submontane, în Europa continentală), Liziere de ierburi înalte hidrofile de câmpie și de nivel montan până la alpin, Fânețe de joasă altitudine (Alopecurus pratensis, Sanguisorba officinalis).
La baza desemnării sitului se află mai multe specii protejate:
- păsări (7): lăcar-de-lac (Acrocephalus scirpaceus), fâsă de luncă (Anthus pratensis), presură de stuf (Emberiza schoeniclus), sfrâncioc roșiatic (Lanius collurio), mărăcinar (Saxicola rubetra), mărăcinar negru (Saxicola torquatus), turturică (Streptopelia turtur)
- mamifere (1): castor (Castor fiber)
- nevertebrate (1): fluturele purpuriu (Lycaena dispar)
- pești (2): zglăvoacă (Cottus gobio), cicar (Lampetra planeri)

Pe lângă speciile protejate, pe teritoriul sitului au mai fost identificate 25 de specii de plante, 2 specii de păsări, 17 specii de nevertebrate.